# Isamu Akasaki
En aquest nom japonès, el cognom és Akasaki.
Isamu Akasaki (japonès: 赤﨑 勇)  (Chiran, 30 de gener de 1929 - Nagoya, 1 d'abril de 2021) fou un enginyer i físic japonès, guardonat amb el Premi Nobel de Física l’any 2014, especialitzat en el camp dels semiconductors, conegut per la invenció dels LED blaus mitjançant una junció P–N de nitrur de gal·li (GaN) el 1989.
Per aquest i d'altres èxits, Akasaki ha estat guardonat amb molts premis de gran prestigi com ara el Premi Kyoto de Tecnologia Avançada el 2009, i la Medalla Edison IEEE el 2011. També va ser guardonat amb el premi Nobel de Física del 2014, juntament amb Hiroshi Amano i Shuji Nakamura, "per la invenció de díodes emissors de llum blava eficients, que han permès el desenvolupament de fonts de llum blanca energèticament eficients". El 2021, Akasaki, va ser guardonat amb el Premi Reina Elizabeth d'Enginyeria "per la creació i desenvolupament d'il·luminació LED, constituents de la base de tota la tecnologia d'il·luminació d'estat sòlid".

## Biografia
Nascut a la prefectura de Kagoshima, Akasaki es va graduar a la Universitat de Kyoto el 1952 i va obtenir un doctorat en enginyeria electrònica per la Universitat de Nagoya el 1964. Va començar a treballar en LEDs blaus basats en GaN a finals dels anys seixanta. Va dedicar-se durant anys a millorar la qualitat dels cristalls de GaN al Matsushita Research Institute Tokyo (MRIT), on va decidir adoptar l'epitàxia de fase de vapor metàl·lic (MOVPE) com a mètode de creixement preferit per GaN.
El 1981 va continuar amb el creixement de GaN mitjançant MOVPE a la Universitat de Nagoya, on el 1985 Akasaki i el seu grup van aconseguir créixer capes de GaN d'alta qualitat en substrat d'òxid d'alumini. Aquest GaN d’alta qualitat els va permetre desenvolupar el GaN semiconductor de tipus p mitjançant el dopatge amb magnesi, i la seva posterior activació per irradiació electrònica, per produir la primera junció p–n de GaN emisora en la regió del blau/UV, utilitzada per produir els primers LED blaus (1989). També va aconseguir el control de la conductivitat de GaN de tipus n (1990) mitjançant el dopatge amb silici, permetent així l’ús d’heteroestructures i pou quàntics múltiples en el disseny i l'estructura de juncions p–n emissores de llum blava.
Akasaki et al. van aconseguir l'emissió estimulada del GaN a temperatura ambient per primer cop el 1990, i el 1995 van desenvolupar l'emissió estimulada a 388 nm mitjançant la injecció de corrent pulsat en pous quantics d’alta qualitat de AlGaN/GaN/GaInN.
Van comprovar l'efecte de mida quàntica (1991) i l'efecte Stark de confinament quantic (1997) en el sistema de nitrurs de gal·Li, i el 2000 van mostrar teòricament la dependència d’orientació del camp piezoelèctric i l'existència de cristalls GaN no polaritzats i semi-polaritzats, Aquests esforços han desencadenat esforços a nivell mundial per fer créixer aquests cristalls per aplicar-los a emissors de llum més eficients.
Akasaki va morir de pneumonia el dia 1 d’Abril de 2021, amb 92 anys.

## Institut Akasaki a la universitat de Nagoya
Les invencions d'Akasaki es van patentar, sent part dels beneficis per la universitat on treballava mentre les desenvolupava. L'Institut Akasaki de la Universitat de Nagoya, es va inaugurar el 20 d'octubre de 2006. El cost de la construcció de l'institut es va cobrir amb els ingressos produits per les patents a la universitat, que també es van utilitzar per a una àmplia gamma d'activitats a la Universitat de Nagoya. L'institut consta d'una oficina de col·laboració en investigació, laboratoris d'investigació, així com d'una galeria LED per mostrar la història de la investigació, el desenvolupament i les aplicacions dels LED blau; i l'oficina d'Akasaki a la sisena planta. L'institut es troba al centre de la zona de recerca del campus de la Universitat de Nagoya Higashiyama.

## Expedient Professional
Akasaki va treballar com a investigador del 1952 al 1959 a Kobe Kogyo Corporation (ara Fujitsu). El 1959 va ser investigador associat i professor ajudant del Departament d'Electrònica de la Universitat de Nagoya fins al 1964. El 1964, va passar a ser el cap del laboratori d'investigació bàsica del Matsushita Research Institute Tokyo, fins al 1974 per convertir-se posteriorment en director general del departament de semiconductors del mateix institut fins al 1981. El 1981 va esdevenir professor del departament d'electrònica de la Universitat de Nagoya fins al 1992.
Del 1987 al 1990 va ser cap de projecte d'"Investigació i desenvolupament de díodes emissors de llum blava basats en GaN" finançat per l'Agència de Ciència i Tecnologia del Japó (JST). Després, des de 1993, va ser reanomenat a cap de projecte d'"Investigació i desenvolupament de díodes làser de semiconductor de longitud d'ona curta basats en GaN" fins al 1999. Mentre estava en aquesta posició, va treballar com a professor visitant del Centre de Recerca en Electrònica Quàntica d'Interfície de la Universitat de Hokkaido els anys 1995 i 1996. El 1996 va ser cap de projecte del programa "Recerca pel futur" de la Societat Japonesa per a la Promoció de la Ciència (JSPS) fins al 2001. El 1996 també va ser nomenat cap de projecte del "Centre d'Investigació d'alta tecnologia per nitrurs semiconductors" a la Universitat de Meijo, fins al 2004. Des del 2003 fins al 2006 va ser el president del "Comitè estratègic de recerca i desenvolupament en dispositius sense fils basats en nitrurs semiconductors ". Va ser nomenat director del "Centre de Recerca per a nitrurs Semiconductors" de la Universitat de Meijo el 2004. I també va treballar com a investigador al Centre de Recerca Akasaki de la Universitat de Nagoya, anomenada així en honor seu, des de 2001.